# Округ Конверс (Вајоминг)
Округ Конверс (енгл. Converse County) је округ у америчкој савезној држави Вајоминг.

## Демографија
По попису из 2010. године број становника је 13.833, што је 1.781 (14,8%) становника више него 2000. године.
| Група             | 2000.          | 2010.          |
| Белци             | 11.072 (91,9%) | 12.632 (91,3%) |
| Афроамериканци    | 18 (0,1%)      | 46 (0,3%)      |
| Азијати           | 32 (0,3%)      | 41 (0,3%)      |
| Хиспаноамериканци | 660 (5,5%)     | 867 (6,3%)     |
| Укупно            | 12.052         | 13.833         |